# 卓克基土司官寨
31°52′06″N 102°17′31″E / 31.86833°N 102.29194°E
卓克基土司官寨位于中国四川省阿坝藏族羌族自治州马尔康市马尔康镇西索村（原属卓克基镇），为清代至民国早期的卓克基土司衙门所在地。建筑坐东北朝西南，占地面积3400平方米，建筑面积1400平方米，石木结构，建筑风格兼具藏汉两族的特点。1988年被列入第三批全国重点文物保护单位。

## 历史
卓克基土司为清代川西嘉绒藏族十八土司之一，其历史可追溯至元至元二十三年（1286），曾为杂谷土司之土舍，清乾隆十三年（1748）大金川之战随征有功，授长官司。清末成为嘉绒藏区较大的土司之一，辖三个垄巴（农业区）和一个木旭（牧业区），与同在马尔康境内的松岗、梭磨和党坝土司合称为“四土” ，1955年被废除。卓克基又作卓克采，为嘉绒藏语音译，意为“像桌子一样的地方”，源自于土司官寨所处的台地样貌。
卓克基土司设有一处大官寨（母官寨）和六处小官寨，大官寨为土司及其家眷日常生活之处，为土司辖境内的政治、经济和文化中心，小官寨则为土司巡视时在各村寨的临时住所，外观与一般民居相似，但内部陈设较华丽。原大官寨始建年代不详，其布局、风格与现存者类似，但规模略小。1935年7月红军长征途经卓克基，毛泽东、朱德和周恩来等人曾在此暂住。1936年原官寨被焚毁，1938-1940年土司索观瀛在原址重建。1989年末代土司索国坤将其捐赠给马尔康县政府，2003年由阿坝州政府投巨资进行整体维修。官寨现为融嘉绒文化和红色文化为一体的展示厅，为川西嘉绒藏族土司官寨中保存最完好、开发最成功的一处。

## 建筑

### 选址
卓克基土司官寨位于马尔康城区东约7公里，梭磨河与西索河交汇处东南侧的台地上，今亦为马尔康至理县、成都（317国道）和马尔康至小金县（210省道）两条公路的交叉口处，海拔约2700米。官寨居高临下，踞险而守，与西索村隔西索河相望，村内的民居和寺庙（丹达轮寺）均面向官寨，形成了明显的主从关系。历史上西索村被称为卓克基赶枪巴（即卓克基街之意），居住于此的多为土司的科巴（差人）和商人、民间手工艺者等。

### 布局
卓克基土司官寨主体建筑采用中轴对称的四合院式布局，四周为石砌墙体，内部围绕天井设木质回廊，外设石照壁和石栅楼，侧面设一处四方形碉楼（与主体建筑第三层相通），周围另有石砌监狱（现存）和畜圈（已毁）等附属建筑，四周以石砌围墙围合（已毁）。
主体建筑正面边长37.84米，侧面边长37.2米，全高19.5米，石墙外墙厚1.1米，内部隔墙厚0.9米。分东西南北四楼，南楼为两层的藏式平顶建筑，其余为四-五层的悬山顶建筑（东、西楼南侧局部采用四层，悬山顶屋面为土司建筑所专有），内部被分隔为大小不等的63间（图）。其中一层为门厅（南楼）、仆役用房和库房等，二层为会客厅（南楼）、客房和书房等，三层为土司和家眷居室，并设有厨房、餐厅和管家房，以及议政厅、官司厅等办公用房，四至五层为大小经堂和僧人居室，其中正中为两层通高的大经堂，墙外设有悬挑出的木质转经回廊。除底层外其余各层均设有木质挑厕，即用横梁挑出墙外1-2米，再用木柱、木板搭设成的长方形小屋，各层相互错开，粪便可直落墙下的粪坑内。四方形碉楼则用于在紧急情况下储藏珍贵物资和藏身, 同时也是土司权力和地位的象征。

### 结构
卓克基土司官寨采用了青石、木材和黄泥等嘉绒藏族常用的建筑材料。其中外墙采用当地片石和石块砌筑，空隙处用小石块和黄泥楔紧，逐层收分，整体上窄下宽，外斜内直，稳定性强。内侧木质回廊的通高柱子用上下两根木料以暗榫、子母榫相接，墙体与柱子之间穿插矩形横梁，横梁与楼板之间增设树枝和黄泥土层，可取得保温、隔音以及防火的效果。南楼的藏式平顶屋面在横梁上先铺望板, 再覆以树枝泥土并夯实，最后铺细沙土作为面层，其余各楼的悬山顶屋面则采用三角形木桁架为骨架，椽子上叠以青石板（部分为杉木板）。

## 文化
阿来小说《尘埃落定》即取材于马尔康地区的土司历史文化，当地许多民众认为小说中的麦其土司夫妇原型即卓克基土司索观瀛与其夫人柯玉霞，但阿来对此予以否认。卓克基土司官寨为小说改编的同名电视剧主要拍摄地。